# Ааронович, Ицхак
Ицхак Ааронович  (ивр. יצחק אהרונוביץ‎, род. 22 августа 1950, Иерусалим, Израиль) — израильский политик, депутат кнессета 17-го, 18-го, 19-го созывов от партии «Наш дом Израиль» («НДИ»). Занимал такие должности, как министр туризма Израиля (2007—2008), министр внутренней безопасности Израиля (2009—2015). Глава национальной водной компании Мекорот.

## Биография
Ицхак Ааронович родился 22 августа 1950 года в городе Иерусалиме в семье Герцля и Голды (Гени) Ааронович. Впоследствии, семья переехала в мошав Дишон (Верхняя Галилея), где Ицхак Ааронович провёл бо́льшую часть своей жизни.
Прошёл обучение на историческом факультете Хайфского университета, где получил степень бакалавра.

### Карьера в сфере безопасности
Ицхак Ааронович служил в воздушно-десантных войсках Армии обороны Израиля. Там дослужился до звания подполковника (сган алуф), а затем ряд лет служил на руководящих должностях в израильской полиции. С 1993 по 1995 год был командиром в частях пограничной охраны, два года представлял израильскую полицию в США, служил командующим округа полиции Иудеи и Самарии, а затем и Южного округа. С 2002 по 2004 год Ааронович — заместитель Генерального инспектора полиции.

## Общественная деятельность
С 2004 по 2005 год Ицхак Ааронович — генеральный директор компании общественного транспорта «Дан».
На выборах 2006 года баллотируется в кнессет 17-го созыва от партии «Наш дом — Израиль» и становится депутатом.

### В кнессете
- Кнессет 17-го созыва

17 апреля 2006 года — 24 февраля 2009 года
- Кнессет 18

24 февраля 2009 года

### В президиуме кнессета
- Кнессет 17
  - Заместитель председателя кнессета

### Должности в комиссиях
- Кнессет 17
  - Исполняющий обязанности в комиссии по иностранным делам и безопасности
  - Член комиссии по иностранным делам и безопасности
  - Член комиссии по внутренним делам и защите окружающей среды
  - Член комиссии по борьбе с наркотиками
  - Исполняющий обязанности в комиссии по иностранным делам и безопасности
  - Член финансовой комиссии
  - Член комиссии по иностранным делам и безопасности

### Другие должности
- Кнессет 17
  - Член общественного лобби
  - Член лобби Иерусалима
  - Член лобби в интересах друзов и черкесов

### Фракции
- Кнессет 17 «Наш дом — Израиль»
- Кнессет 18 «Наш дом — Израиль»

### Деятельность в правительстве
- Кнессет 17, 31 правительство, с 21 марта 2007 года по 18 января 2008 года
  - Министр туризма
- Кнессет 18, 32 правительство, с 24 февраля 2009 года
  - Министр внутренней безопасности

## Личная жизнь
Женат, отец четверых детей. Живёт в городе Эвен-Йехуда.